# Mary Kendall Browne
Pour les articles homonymes, voir Browne.
Mary Kendall Browne, nom d'épouse Kenneth-Smith, plus connue sous le nom de Mary Browne, est une joueuse de tennis américaine des années 1910 et 1920. Elle est née le 3 juin 1891 dans le comté de Ventura et morte le 19 août 1971 à Laguna Hills.

## Biographie
Amateur, elle s'est notamment imposée trois fois de suite en simple, double dames et double mixte à l'US Women's National Championship (1912-1914), performance égalée seulement par Hazel Hotchkiss Wightman (1909-1911) et Alice Marble (1938-1940).
Selon les journaux de l'époque, elle a interrompu sa carrière en 1918 pour accepter un poste de caissière de banque puis est revenue à la compétition, en double et en double mixte.
En 1926-1927, elle est devenue la première Américaine à devenir professionnelle, prenant part à une tournée aux États-Unis et au Canada : elle perdra trente-huit fois (en autant de matchs) face à Suzanne Lenglen.
Mary Browne a aussi été brièvement golfeuse, finaliste en 1924 du Championnat de golf amateur des États-Unis.
En parallèle, elle a été instructrice de tennis à temps partiel au Lake Erie College à Painesville, Ohio de 1930 à 1951.
Elle est membre du International Tennis Hall of Fame depuis 1957.

## Palmarès (partiel)

### Titres en simple dames
| No | Date       | Nom et lieu du tournoi                  | Catégorie | Surface      | Finaliste      | Score         |          |
| -- | ---------- | --------------------------------------- | --------- | ------------ | -------------- | ------------- | -------- |
| 1  | 10/06/1912 | US National Championships, Philadelphie | G. Chelem | Gazon (ext.) | Eleonora Sears | 6-4, 6-2      | Parcours |
| 2  | 09/06/1913 | US National Championships, Philadelphie | G. Chelem | Gazon (ext.) | Dorothy Green  | 6-2, 7-5      | Parcours |
| 3  | 08/06/1914 | US National Championships, Philadelphie | G. Chelem | Gazon (ext.) | Marie Wagner   | 6-2, 1-6, 6-1 | Parcours |

### Finales en simple dames
| No | Date       | Nom et lieu du tournoi                  | Catégorie | Surface      | Vainqueure      | Score         |          |
| -- | ---------- | --------------------------------------- | --------- | ------------ | --------------- | ------------- | -------- |
| 1  | 15/08/1921 | US National Championships, Forest Hills | G. Chelem | Gazon (ext.) | Molla Bjurstedt | 4-6, 6-4, 6-2 | Parcours |
| 2  | 02/06/1926 | Internationaux de France, Paris         | G. Chelem | Terre (ext.) | Suzanne Lenglen | 6-1, 6-0      | Parcours |

### Titres en double dames
| No | Date       | Nom et lieu du tournoi                 | Catégorie | Surface      | Partenaire     | Finalistes                                 | Score           |          |
| -- | ---------- | -------------------------------------- | --------- | ------------ | -------------- | ------------------------------------------ | --------------- | -------- |
| 1  | 1912       | Cincinnati tournament Cincinnati       |           | Dur (ext.)   | Louise Moyes   | May Sutton Mrs. Gus Touchard               | 6-3, 6-3        |          |
| 2  | 10/06/1912 | US National Championships Philadelphie | G. Chelem | Gazon (ext.) | Dorothy Green  | Maud Barger Wallach Mrs. Frederick Schmitz | 6-2, 5-7, 6-0   | Parcours |
| 3  | 09/06/1913 | US National Championships Philadelphie | G. Chelem | Gazon (ext.) | Louise Riddell | Dorothy Green Edna Wildey                  | 12-10, 2-6, 6-3 | Parcours |
| 4  | 08/06/1914 | US National Championships Philadelphie | G. Chelem | Gazon (ext.) | Louise Riddell | Louise Hammond Edna Wildey                 | 10-8, 6-2       | Parcours |
| 5  | 15/08/1921 | US National Championships Forest Hills | G. Chelem | Gazon (ext.) | Louise Riddell | Helen Gilleaudeau Aleta Bailey             | 6-3, 6-2        | Parcours |
| 6  | 17/08/1925 | US National Championships Forest Hills | G. Chelem | Gazon (ext.) | Helen Wills    | May Sutton Elizabeth Ryan                  | 6-4, 6-3        | Parcours |
| 7  | 21/06/1926 | The Championships Wimbledon            | G. Chelem | Gazon (ext.) | Elizabeth Ryan | Kitty McKane Evelyn Colyer                 | 6-1, 6-1        | Parcours |

### Finale en double dames
| No | Date       | Nom et lieu du tournoi                 | Catégorie | Surface      | Vainqueures                 | Partenaire       | Score           |          |
| -- | ---------- | -------------------------------------- | --------- | ------------ | --------------------------- | ---------------- | --------------- | -------- |
| 1  | 16/08/1926 | US National Championships Forest Hills | G. Chelem | Gazon (ext.) | Elizabeth Ryan Eleanor Goss | Charlotte Chapin | 3-6, 6-4, 12-10 | Parcours |

### Titres en double mixte
| No | Date       | Nom et lieu du tournoi                 | Catégorie | Surface      | Partenaire     | Finalistes                      | Score          |          |
| -- | ---------- | -------------------------------------- | --------- | ------------ | -------------- | ------------------------------- | -------------- | -------- |
| 1  | 10/06/1912 | US National Championships Philadelphie | G. Chelem | Gazon (ext.) | Richard Norris | Eleonora Sears William Clothier | 6-4, 2-6, 11-9 | Parcours |
| 2  | 09/06/1913 | US National Championships Philadelphie | G. Chelem | Gazon (ext.) | Bill Tilden    | Dorothy Green S. Rogers         | 7-5, 7-5       | Parcours |
| 3  | 08/06/1914 | US National Championships Philadelphie | G. Chelem | Gazon (ext.) | Bill Tilden    | Margaret Myers J. R. Rowland    | 6-1, 6-4       | Parcours |
| 4  | 15/08/1921 | US National Championships Forest Hills | G. Chelem | Gazon (ext.) | Bill Johnston  | Molla Bjurstedt Bill Tilden     | 3-6, 6-4, 6-3  | Parcours |

### Finale en double mixte
| No | Date       | Nom et lieu du tournoi      | Catégorie | Surface      | Vainqueures                 | Partenaire    | Score    |          |
| -- | ---------- | --------------------------- | --------- | ------------ | --------------------------- | ------------- | -------- | -------- |
| 1  | 21/06/1926 | The Championships Wimbledon | G. Chelem | Gazon (ext.) | Kitty McKane Leslie Godfree | Howard Kinsey | 6-3, 6-4 | Parcours |

## Parcours en Grand Chelem (partiel)
Si l’expression « Grand Chelem » désigne classiquement les quatre tournois les plus importants de l’histoire du tennis, elle n'est utilisée pour la première fois qu'en 1933, et n'acquiert la plénitude de son sens que peu à peu à partir des années 1950.

### En simple dames
| Année | Championnat d'Australasie | Championnat d'Australasie | Championnat de France Internationaux de France | Championnat de France Internationaux de France | Wimbledon       | Wimbledon       | US National | US National     |
| ----- | ------------------------- | ------------------------- | ---------------------------------------------- | ---------------------------------------------- | --------------- | --------------- | ----------- | --------------- |
| 1912  | -                         | -                         | -                                              | -                                              | -               | -               | Victoire    | Eleonora Sears  |
| 1913  | -                         | -                         | -                                              | -                                              | -               | -               | Victoire    | Dorothy Green   |
| 1914  | -                         | -                         | -                                              | -                                              | -               | -               | Victoire    | Marie Wagner    |
| 1921  | -                         | -                         | -                                              | -                                              | -               | -               | Finale      | Molla Bjurstedt |
| 1926  | -                         | -                         | Finale                                         | Suzanne Lenglen                                | 1er tour (1/32) | Suzanne Lenglen | -           | -               |

À droite du résultat, l’ultime adversaire.

### En double dames
| Année | Championnat d'Australasie | Championnat d'Australasie | Championnat de France Internationaux de France | Championnat de France Internationaux de France | Wimbledon        | Wimbledon                  | US National            | US National               |
| ----- | ------------------------- | ------------------------- | ---------------------------------------------- | ---------------------------------------------- | ---------------- | -------------------------- | ---------------------- | ------------------------- |
| 1912  | -                         | -                         | -                                              | -                                              | -                | -                          | Victoire Dorothy Green | Maud Barger Mrs. Schmitz  |
| 1913  | -                         | -                         | -                                              | -                                              | -                | -                          | Victoire L. Riddell    | Dorothy Green Edna Wildey |
| 1914  | -                         | -                         | -                                              | -                                              | -                | -                          | Victoire L. Riddell    | L. Hammond Edna Wildey    |
| 1921  | -                         | -                         | -                                              | -                                              | -                | -                          | Victoire L. Riddell    | Gilleaudeau Aleta Bailey  |
| 1925  | -                         | -                         | -                                              | -                                              | -                | -                          | Victoire Helen Wills   | May Sutton E. Ryan        |
| 1926  | -                         | -                         | 1/2 finale E. Ryan                             | Kitty McKane Evelyn Colyer                     | Victoire E. Ryan | Kitty McKane Evelyn Colyer | Finale C. Chapin       | E. Ryan Eleanor Goss      |

Sous le résultat, la partenaire ; à droite, l’ultime équipe adverse.

### En double mixte
| Année | Championnat d'Australasie | Championnat d'Australasie | Championnat de France Internationaux de France | Championnat de France Internationaux de France | Wimbledon            | Wimbledon               | US National            | US National              |
| ----- | ------------------------- | ------------------------- | ---------------------------------------------- | ---------------------------------------------- | -------------------- | ----------------------- | ---------------------- | ------------------------ |
| 1912  | -                         | -                         | -                                              | -                                              | -                    | -                       | Victoire R. Norris     | E. Sears W. Clothier     |
| 1913  | -                         | -                         | -                                              | -                                              | -                    | -                       | Victoire Bill Tilden   | Dorothy Green S. Rogers  |
| 1914  | -                         | -                         | -                                              | -                                              | -                    | -                       | Victoire Bill Tilden   | M. Myers J. R. Rowland   |
| 1921  | -                         | -                         | -                                              | -                                              | -                    | -                       | Victoire Bill Johnston | M. Bjurstedt Bill Tilden |
| 1926  | -                         | -                         | -                                              | -                                              | Finale Howard Kinsey | Kitty McKane L. Godfree | -                      | -                        |

Sous le résultat, le partenaire ; à droite, l’ultime équipe adverse.